# Trichophallus armatus
Trichophallus armatus (лат.) — вид кузнечиков рода Trichophallus из подсемейства Conocephalinae (Salomonina, Agraeciini, Tettigoniidae). Океания: Новая Гвинея.
Название нового вида связано со сравнительно крупными и крепкими выступами титиллаторов самцов, снабженных острыми кончиками; от латинского слова armatus (вооруженный).

## Описание
Кузнечики средних размеров (длина тела около 2 см). Основная окраска тела желтовато-коричневая. Самцы с парой узких, параллельных выступов на конце церок. Титилляторы с парой простых, в основании выгнутых склеритов и со второй парой склеритов с угловатым основанием и вершиной, слабо синуированной перед острой вершиной; латерально обоих склеритов пара мембранозных лопастей, несущих длинные волоски или щетинки по внутреннему краю, апикально-латеральный край рекурвирован и затемнен. Субгенитальная пластинка самки с апикальными выступами, отделенными от базальной области ступенькой.